# ファエドラ (小惑星)
ファエドラ（174 Phaedra）は、小惑星帯に位置する岩石質のS型小惑星の一つ。
1877年9月2日にアメリカ合衆国の天文学者・ジェームズ・クレイグ・ワトソンによりミシガン州アナーバーで発見され、ギリシア神話に登場するミーノースの娘でテーセウスの妻であるパイドラ（ラテン語読みだとファエドラ）にちなんで命名された。
光度曲線のデータにより、いびつな形をしているものと推測されている。
2007年9月に新潟県で掩蔽が観測された。